# Karwica (województwo warmińsko-mazurskie)
Karwica (niem. Kurwien) – wieś mazurska w Polsce, w sołectwie Karwica, położona w województwie warmińsko-mazurskim, w powiecie piskim, w gminie Ruciane-Nida w kompleksie leśnym Puszczy Piskiej. Istnieje wewnętrzny podział miejscowości na Karwicę Dużą i Karwicę Małą.
Położona nad jeziorem Nidzkim, posiada własną przystań oraz trawiastą niestrzeżoną plażę. Dojazd pks-em do Rucianego-Nidy oddalonej ok. 20 km od Karwicy lub Pisza oddalonego o ok. 35 km.
W latach 1975–1998 miejscowość administracyjnie należała do województwa suwalskiego.